# Tres hombres y un bebé
Tres hombres y un bebé, cuyo título original es Three Men and a Baby, es una comedia del año 1987 dirigida por Leonard Nimoy y con Tom Selleck, Steve Guttenberg y Ted Danson como actores principales. La dirección artista está realizada por Justin Scoppa Jr y Dan Yarhi Es un remake de la película francesa de 1985 Trois hommes et un couffin. 

## Argumento
Tres amigos solteros comparten un apartamento en Nueva York: Peter (arquitecto), Michael (dibujante) y Jack (actor). Mientras Jack filma una película en Turquía, sus compañeros reciben una sorpresa: alguien deja un bebé a su puerta. La pequeña se llama Mary y es hija de Jack, aunque éste no sabe nada al respecto. Peter y Michael deben cuidar al bebé y se dan cuenta de lo difícil que puede ser esta tarea.

## Reparto
| Actor            | Personaje            |
| ---------------- | -------------------- |
| Tom Selleck      | Peter Mitchell       |
| Steve Guttenberg | Michael Kellam       |
| Ted Danson       | Jack Holden          |
| Nancy Travis     | Sylvia Bennington    |
| Margaret Colin   | Rebecca              |
| Alexandra Amini  | Patty                |
| Lisa Blair       | Mary Bennington      |
| Michelle Blair   | Mary Bennington      |
| Dave Foley       | Encargado de almacén |
| Paul Guilfoyle   | Vince                |
| Cynthia Harris   | Sra. Hathaway        |

## Estrenos mundiales
| País                                                                          | Fecha de estreno                  |
| ----------------------------------------------------------------------------- | --------------------------------- |
| Alemania                                                                      | Jueves 28 de abril de 1988        |
| Argentina                                                                     | Jueves 19 de mayo de 1988         |
| Australia                                                                     | Jueves 4 de febrero de 1988       |
| Austria                                                                       | Viernes 29 de abril de 1988       |
| Bélgica                                                                       | Miércoles 16 de marzo de 1988     |
| Belice · Costa Rica · El Salvador · Guatemala · Honduras · Nicaragua · Panamá | Miércoles 27 de julio de 1988     |
| Bolivia                                                                       | Martes 2 de agosto de 1988        |
| Brasil                                                                        | Jueves 26 de mayo de 1988         |
| Chile                                                                         | Viernes 15 de julio de 1988       |
| Colombia                                                                      | Jueves 9 de junio de 1988         |
| Corea del Sur                                                                 | Sábado 22 de diciembre de 1990    |
| Dinamarca                                                                     | Viernes 25 de marzo de 1988       |
| Egipto                                                                        | Lunes 20 de marzo de 1989         |
| España                                                                        | Viernes 25 de marzo de 1988       |
| Estados Unidos · Canadá                                                       | Miércoles 25 de noviembre de 1987 |
| Filipinas                                                                     | Miércoles 18 de mayo de 1988      |
| Finlandia                                                                     | Viernes 1 de abril de 1988        |
| Francia                                                                       | Miércoles 9 de marzo de 1988      |

| País                | Fecha de estreno              |
| ------------------- | ----------------------------- |
| Grecia              | Jueves 21 de abril de 1988    |
| Hong Kong           | Jueves 16 de junio de 1988    |
| India               | Viernes 7 de julio de 1989    |
| Israel              | Viernes 18 de marzo de 1988   |
| Italia              | Viernes 4 de marzo de 1988    |
| Japón               | Sábado 13 de agosto de 1988   |
| Malasia             | Martes 17 de mayo de 1988     |
| México              | Jueves 14 de julio de 1988    |
| Noruega             | Jueves 17 de marzo de 1988    |
| Nueva Zelanda       | Viernes 18 de marzo de 1988   |
| Países Bajos        | Jueves 28 de abril de 1988    |
| Perú                | Jueves 21 de julio de 1988    |
| Portugal            | Viernes 29 de abril de 1988   |
| Reino Unido Irlanda | Viernes 8 de abril de 1988    |
| Singapur            | Jueves 5 de mayo de 1988      |
| Sudáfrica           | Viernes 22 de abril de 1988   |
| Suecia              | Viernes 25 de marzo de 1988   |
| Suiza               | Viernes 11 de marzo de 1988   |
| Tailandia           | Sábado 18 de junio de 1988    |
| Taiwán              | Sábado 9 de julio de 1988     |
| Uruguay             | Jueves 30 de junio de 1988    |
| Venezuela           | Miércoles 15 de junio de 1988 |

## Premios y nominaciones
| Año  | Premio                | Categoría                      | Resultado |
| ---- | --------------------- | ------------------------------ | --------- |
| 1988 | ASCAP Award           | Top Box Office Films           | Ganadora  |
| 1988 | People's Choice Award | Comedia Favorita               | Ganadora  |
| 1989 | Young Artist Award    | Mejor Film de Comedia Familiar | Nominada  |